# Гумљани
Гумњани су насељено мјесто у општини Костајница, Република Српска, БиХ. Према попису становништва из 1991. у насељу је живјело 51 становника.

## Географија
Гумњани се налазе у подручју Горњег платоа општине Костајница. Сама територија села Гумњана је збијена у једној удолини, која је окружена шумом. У овом насељу квалитета тла је видљиво боља од осталог тла око самог централног насеља, јер се овдје доста људи баве и сточарством, те је ђубривом повећана квалитета тог тла.

## Физионмоја насеља
Ово насеље је руралног типа и дјеломично разбијено. Због миграције становништва из овог краја, већина становништва се концетриште сада већином у централном насељу. Од општинског центра Костајнице је удаљено у распону од 6,7 km.

## Пољопривреда
Главна економска активност овог подручја је пољопривреда. Сем ратарства (кукуруз, пшеница, јечам, зоб) и сточарства (краве, овце и козе), доминантно је и воћарство.

## Становништво
| Демографија | Демографија | Демографија |
| Година      | Становника  | Становника  |
| ----------- | ----------- | ----------- |
| 1948.       | 181         |             |
| 1953.       | 154         |             |
| 1961.       | 171         |             |
| 1971.       | 128         |             |
| 1981.       | 90          |             |
| 1991.       | 51          |             |